# Khiry Robinson
Khiry Robinson (* 28. Dezember 1989 in Midland, Texas) ist ein US-amerikanischer American-Football-Spieler auf der Position des Runningbacks. Er ist aktuell bei den Tiburones de Cancún in der mexikanischen Liga Fútbol Americano de México unter Vertrag.

## College
Robinson trat im Verlauf seiner College-Karriere zunächst für das Mesabi Range College in Minnesota, danach für das Blinn College in Texas, wo er mit dem späteren Heisman Trophy Gewinner Cam Newton zusammen spielte und schließlich für die West Texas A&M University an.

## NFL

### New Orleans Saints
Beim NFL Draft 2013 fand er keine Berücksichtigung, er wurde jedoch am 13. Mai von den New Orleans Saints als Free Agent verpflichtet, durch gute Leistungen in der Vorbereitung schaffte er es ins Team. Als Ersatz für den Starter Mark Ingram erhielt er aber in seinen ersten beiden Saisonen vergleichsweise wenig Spielzeit.
In der Spielzeit 2015 konnte Robinson in den ersten sieben Spielen vier Touchdowns erzielen, zog sich im folgenden Spiel aber einen Schienbeinbruch zu und fiel für den Rest der Saison aus.

### New York Jets
Am 10. März unterschrieb Robinson einen Vertrag bei den New York Jets. Nachdem er sich im letzten Match der Preseason einen Beinbruch zuzog, wurde er am 4. September 2016 wieder entlassen. Am 7. September wurde er neuerlich von den Jets unter Vertrag genommen. Am 9. März 2017 wurde Robinson endgültig entlassen.

## Weitere Karriere
Im Sommer 2018 wurde Robinson von den Toronto Argonauts, einem Verein der Canadian Football League verpflichtet, aber schon wenig später wieder entlassen. Nach wenigen Tagen wurde er aber schon wieder entlassen. Danach spielte er für die San Antonio Commanders in der kurzlebigen Profi-Liga Alliance of American Football.
Für die Spielzeit 2020 unterschrieb Robinson einen Vertrag bei den in der Italian Football League spielenden Bolzano Giants. Die Meisterschaft wurde aber aufgrund der COVID-19-Pandemie zunächst verschoben und schließlich überhaupt abgesagt.
2021 wechselte er zu den Tiburones de Cancún nach Mexiko.